# Kontrolleinheit See

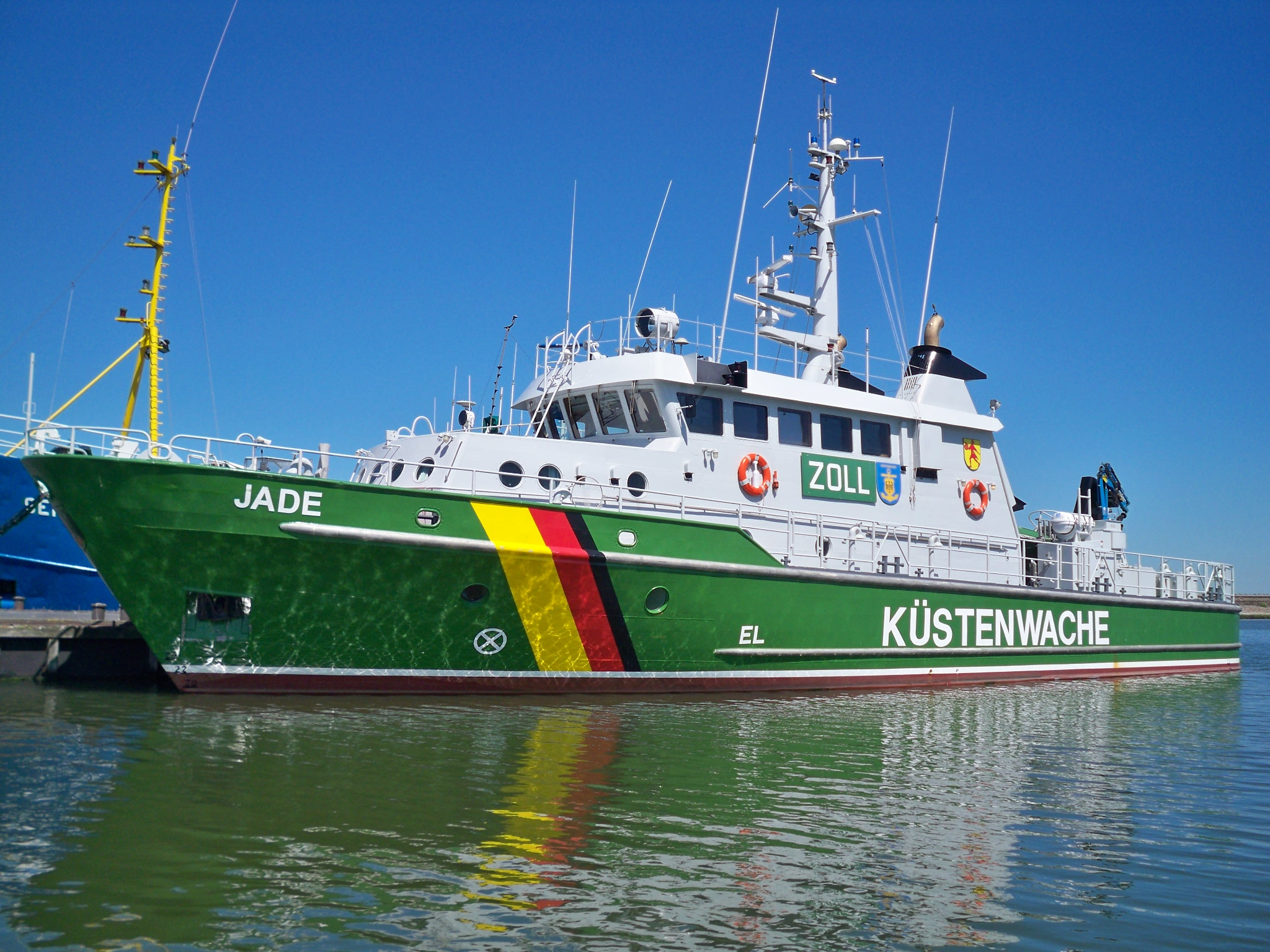
Celní člun Jade

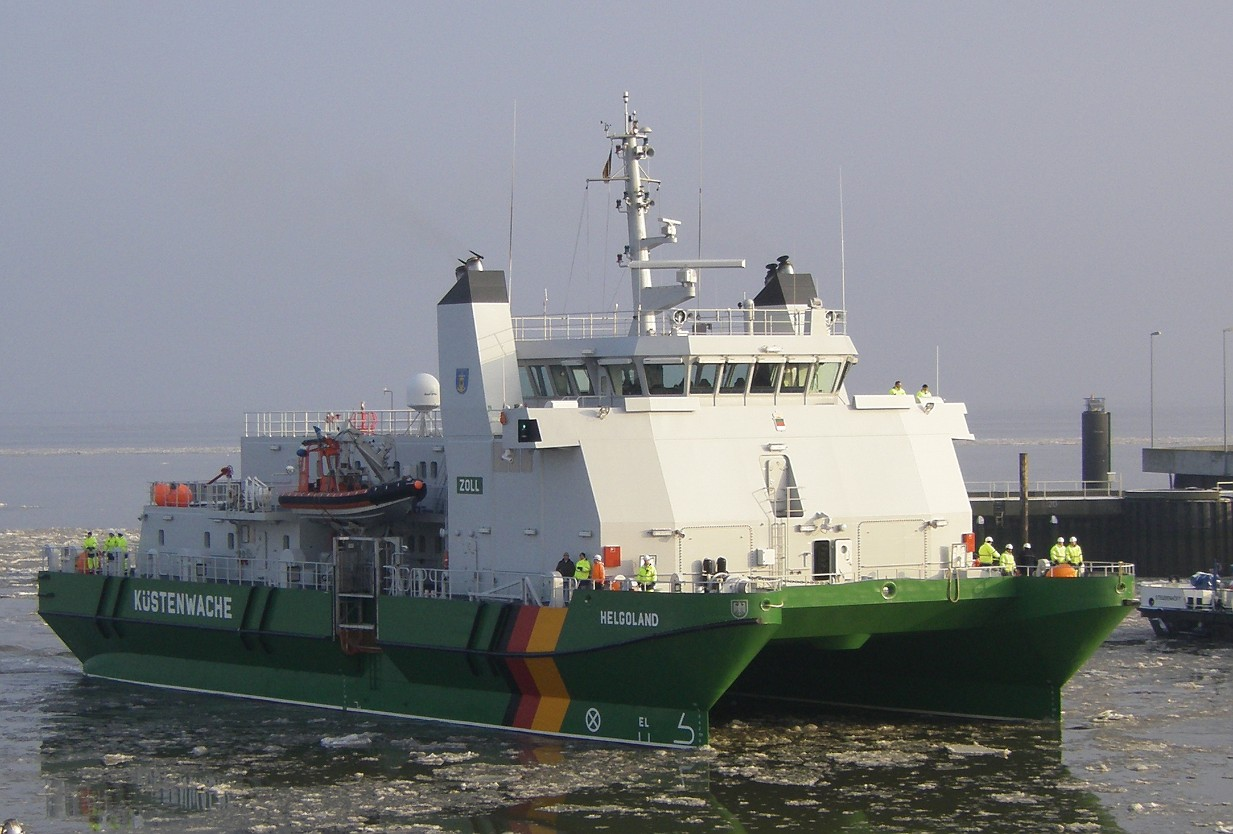
Celní křižník Helgoland, loď typu SWATH

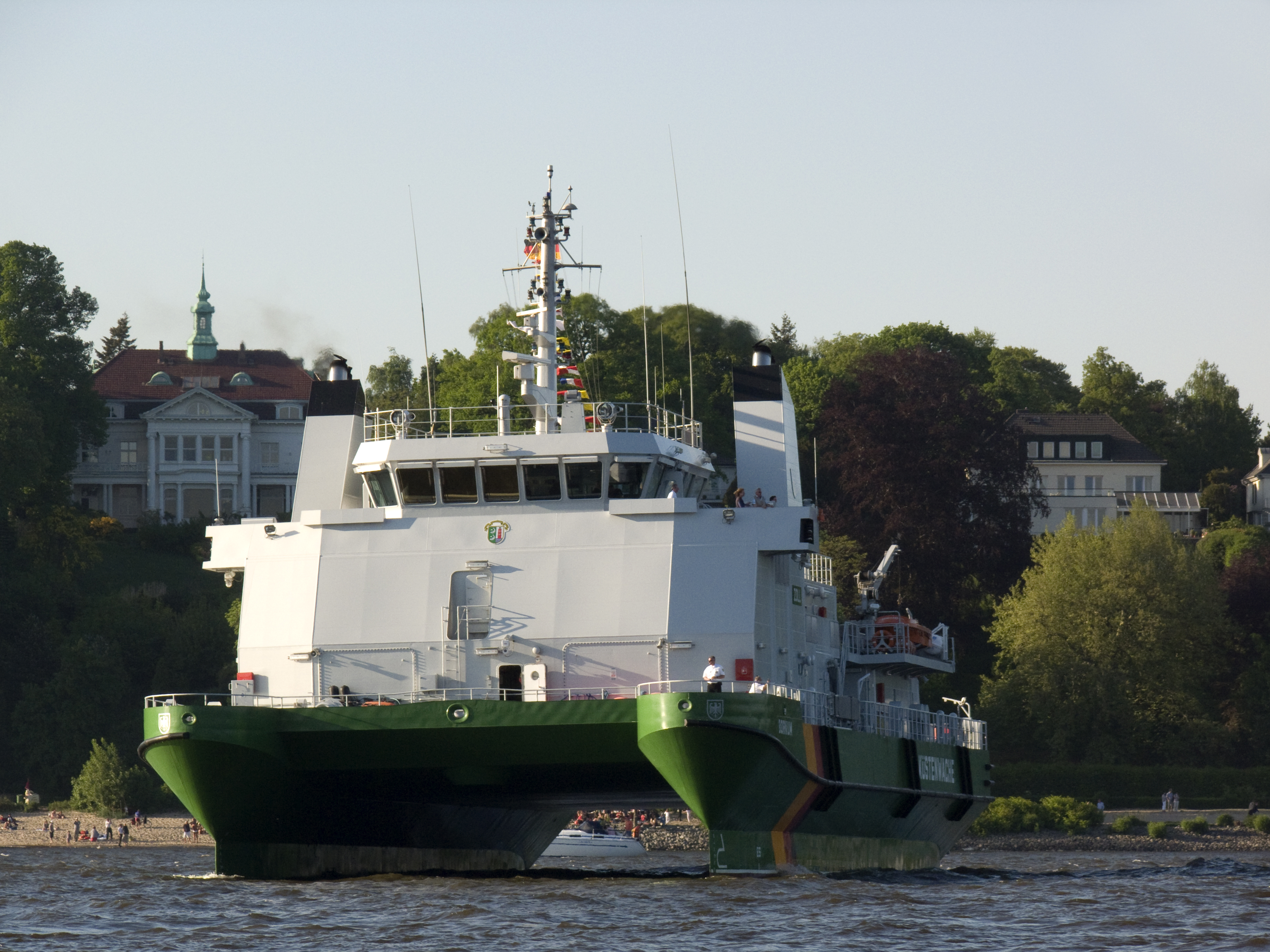
Celní křižník Borkum, loď typu SWATH

Kontrolní jednotky Moře (německy Kontrolleinheiten See), před rokem 2008 označované jako Wasserzoll, jsou součástí služby hraničního dohledu (Grenzaufsichtsdienstes) Spolkové celní správy SRN a odpovídají za celní záležitosti na německých námořních a vodních cestách a na mořských hranicích SRN. Kromě služby v Severním a Baltském moři střeží na Bodamském jezeře také vnější hranici EU se Švýcarskem. Jednotky jsou navíc také součástí Spolkové pobřežní stráže SRN (Küstenwache des Bundes), kde plní v zastoupení jednotlivých ředitelství vodních cest a lodní dopravy (Wasser- und Schifffahrtsdirektion) také policejní úkoly v oblasti lodní dopravy (bezpečnost a plynulost dopravy, ochrana vod,…). 
Znakem jednotek je spolkový orel s nápisem „Zoll“ na tmavě modrém pozadí.
Mimo to existují ještě týmy, které se specializují na prohledávání lodí především v souvislosti s pašováním. Protože se jedná o práci, při které docházelo a dochází k silnému znečištění (strojní olej, saze,…) služebního oděvu i celníků samotných, jsou v námořním žargonu nazýváni jako „Černý gang“ (Schwarze Gang).
Kariéra ve střední námořní a strojně-technické celní službě začíná v platové třídě A7. Oproti službě na souši se služební hodnosti odlišují uvedením slovního spojení „Zollschiffs“ na začátku hodnosti (např. Zollschiffssekretär – česky Celní lodní tajemník).
Každá kontrolní jednota Moře spadá pod místně příslušný Hlavní celní úřad (Hauptzollamt).

## Budoucnost
Plánována je postupná náhrada deseti vysokorychlostních lodí Spolkové celní správy SRN velkými loděmi typu SWATH, které jsou známé především svým klidným chováním za silného vlnobití. Tyto lodě mají pravidelně provádět jedno až dvoutýdenní plavby, namísto dosavadních krátkých hlídek, při kterých se čluny vždy vracely do svých domovských přístavů. První lodí z této generace celních křižníků se stala loď Helgoland, která byla zařazena do služby v roce 2009. Začátkem února roku 2010 byl zařazen další celní křižník pojmenovaný Borkum. Domovským přístavem obou lodí je Cuxhaven.  

## Média
V roce 2018 natočila německá televize Welt asi 50 minutovou reportáž o činnosti a výcviku jednotek pod názvem Der Wasserzoll - Kontrolleinheit See im Einsatz.

## Výběr fotografií celních křižníků (Zollkreuzern) a celních člunů (Zollbooten)

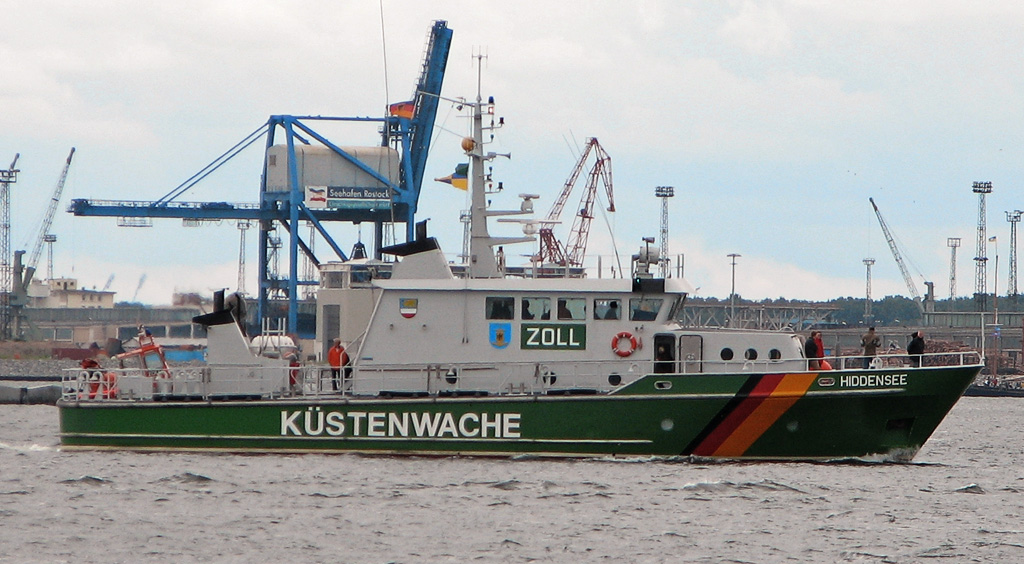
Celní člun Hiddensee
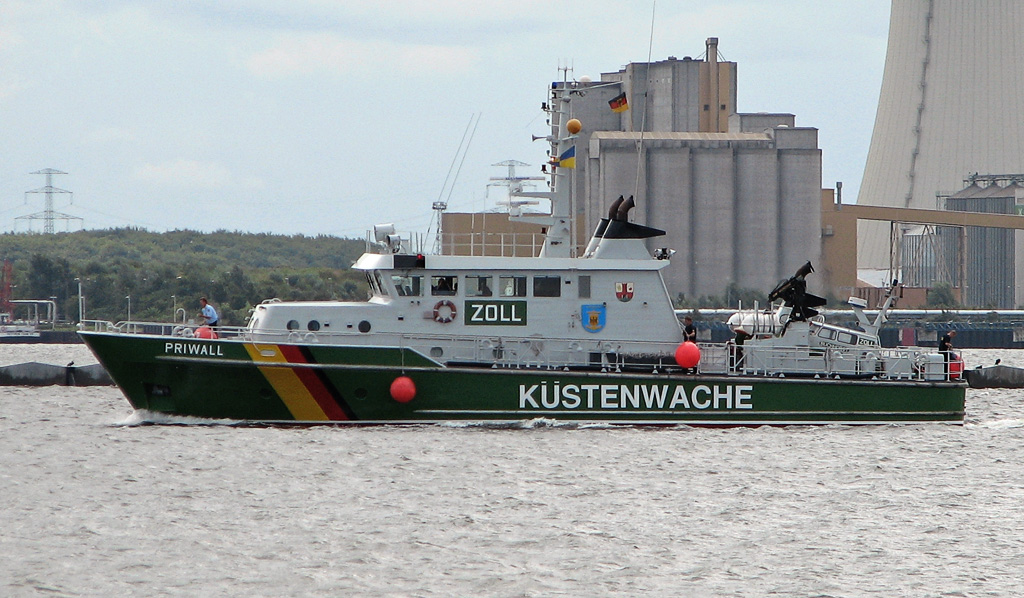
Celní člun Priwall
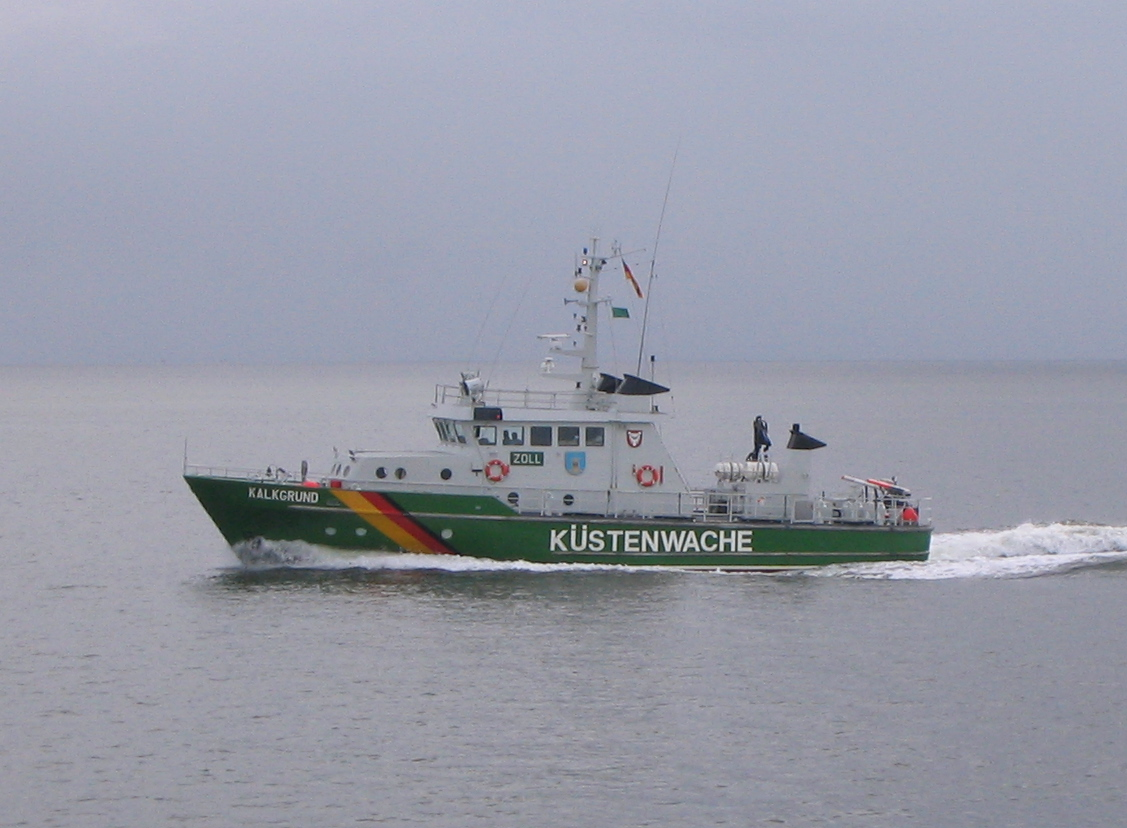
Celní člun Kalkgrund
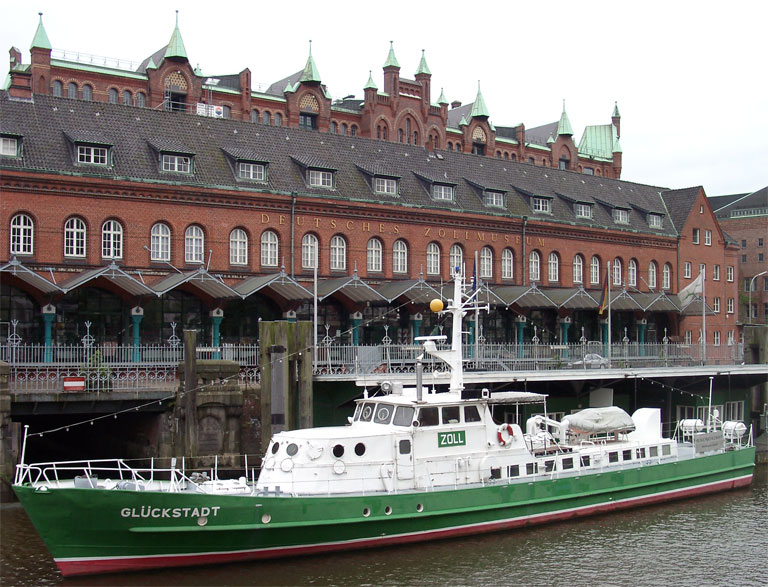
Celní křižník Glückstadt před budovou Německého celního muzea v Hamburku
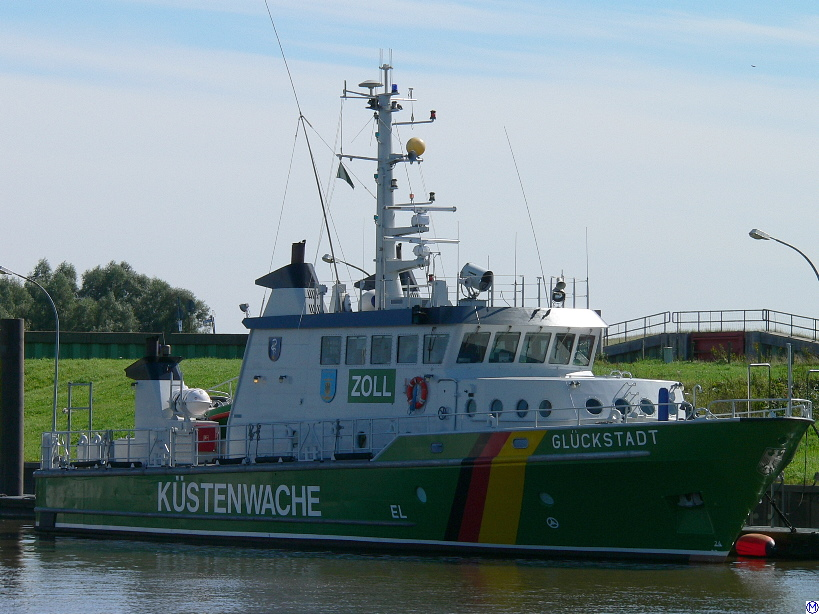
Celní křižník Glückstadt ještě v činné službě
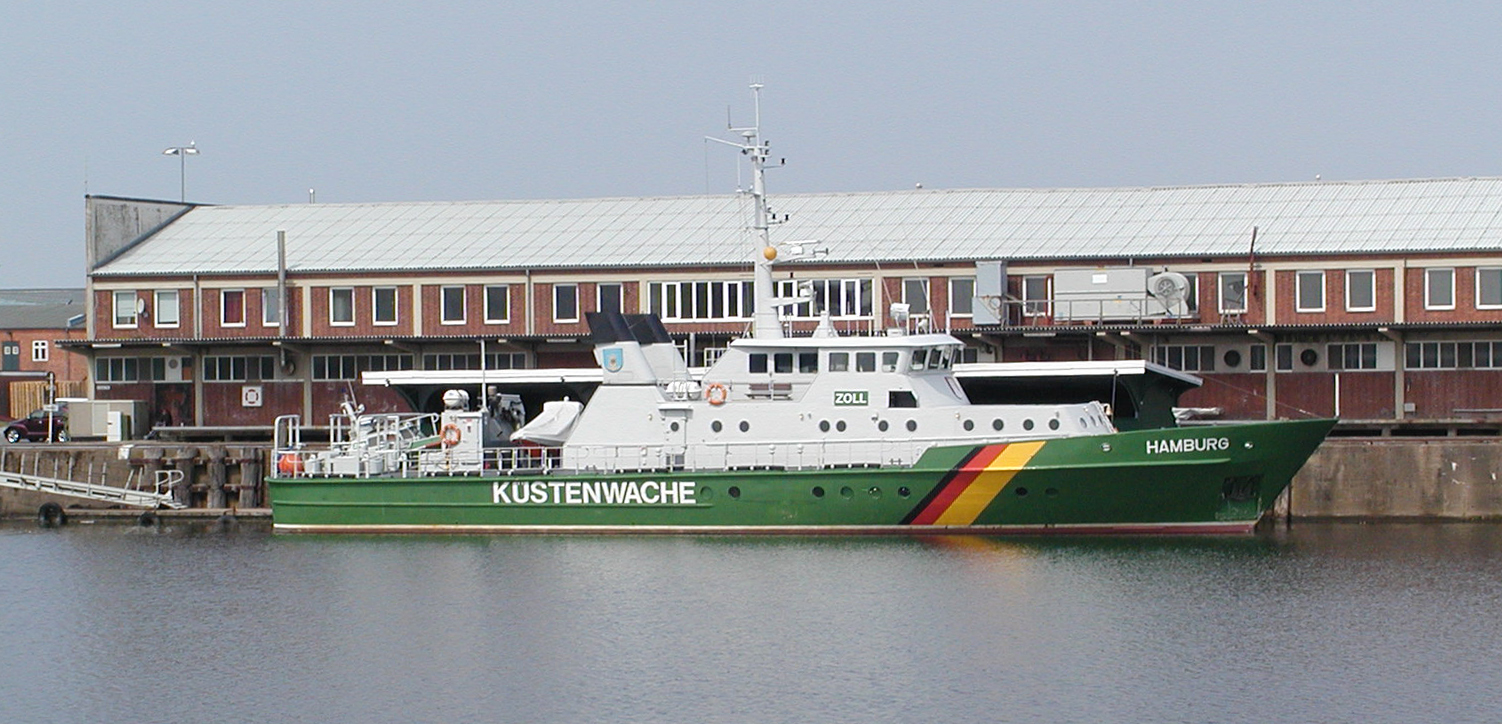
Celní křižník Hamburg
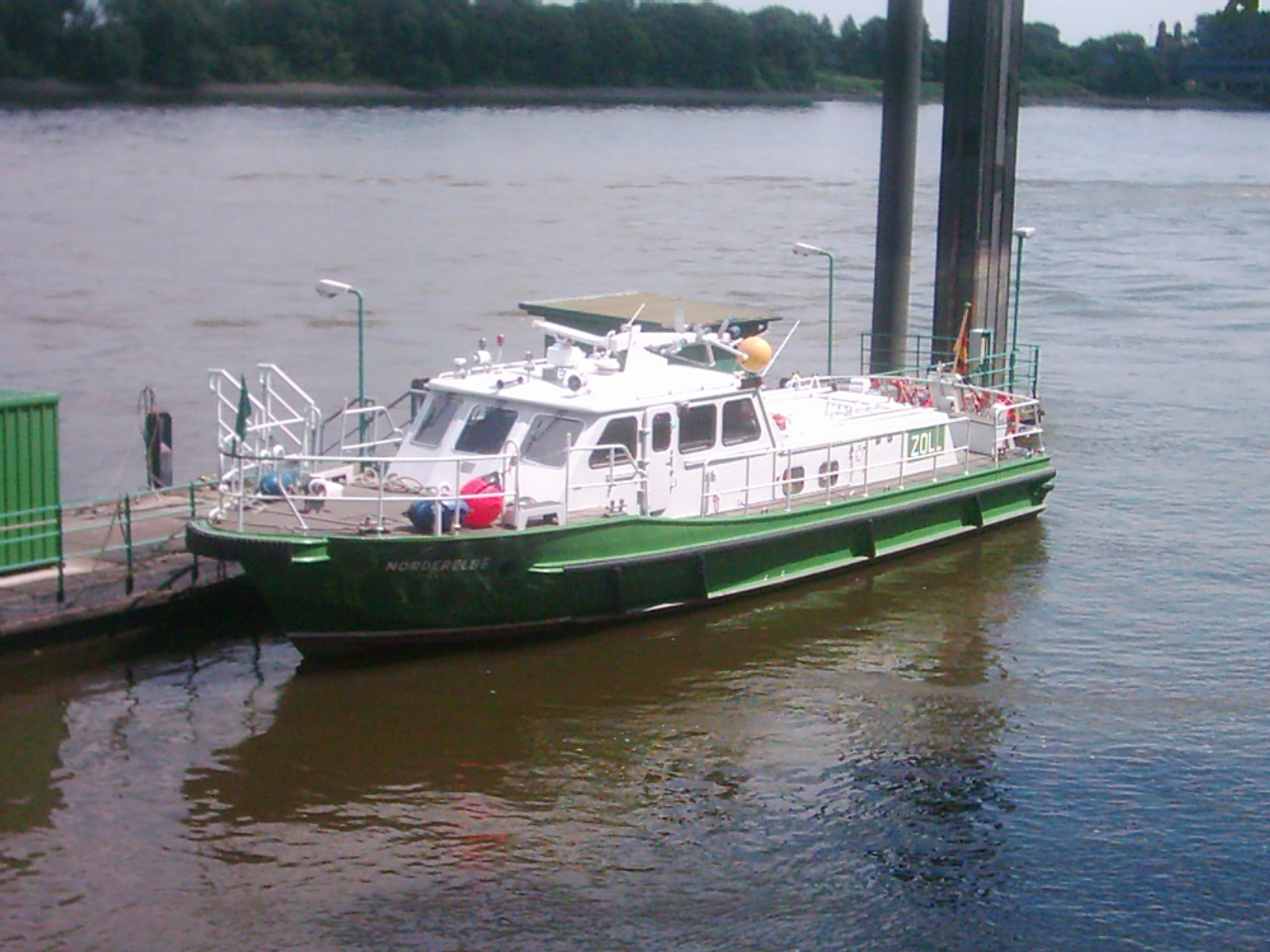
Celní člun Norderelbe
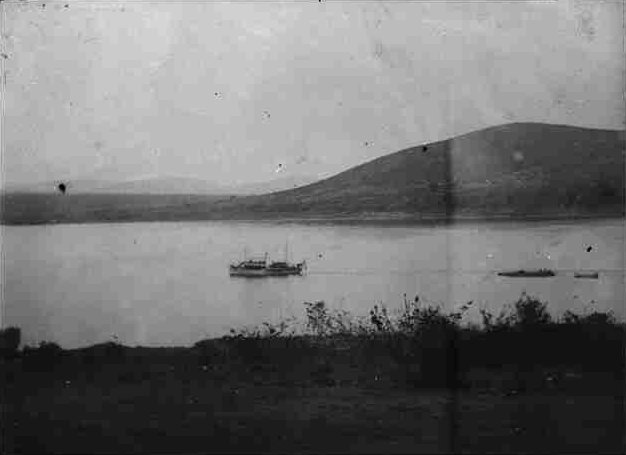
Německý celní křižník Kingani na jezeře Tanganika během 1. světové války
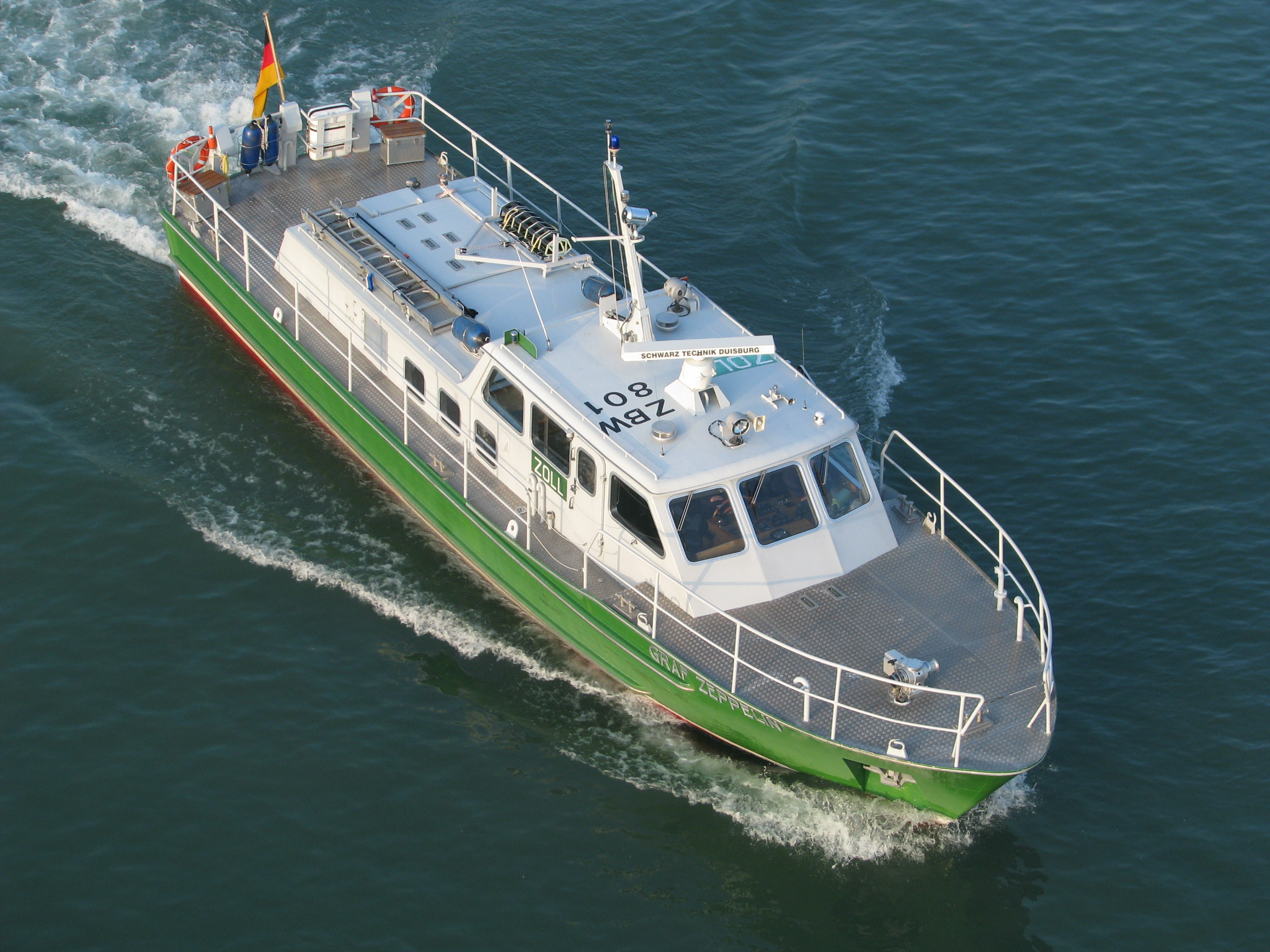
Celní člun Graf Zeppelin, Friedrichshafen, Bodamské jezero
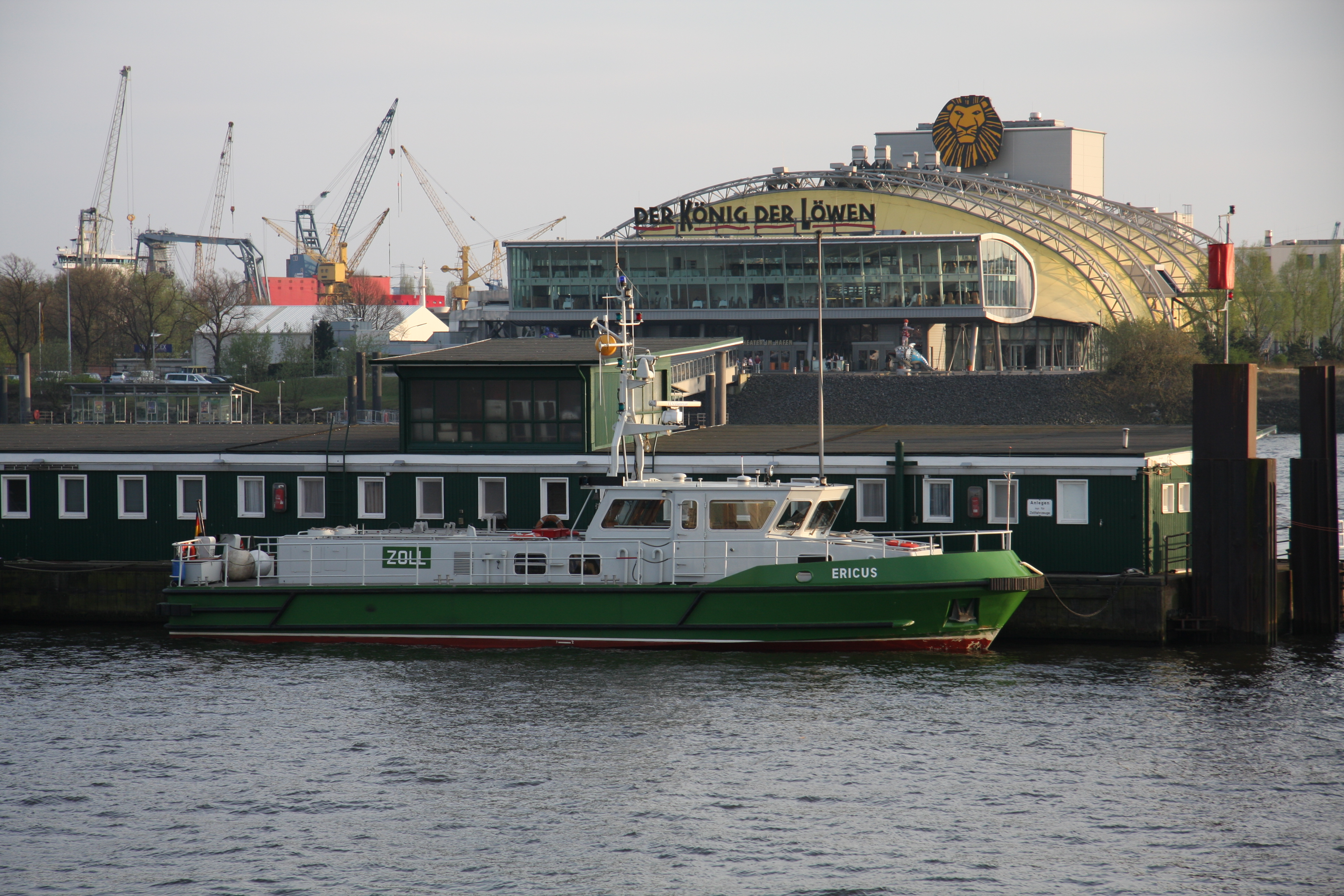
Celní člun Ericus, nedaleko hamburského přístavního mola St. Pauli-Landungsbrücken
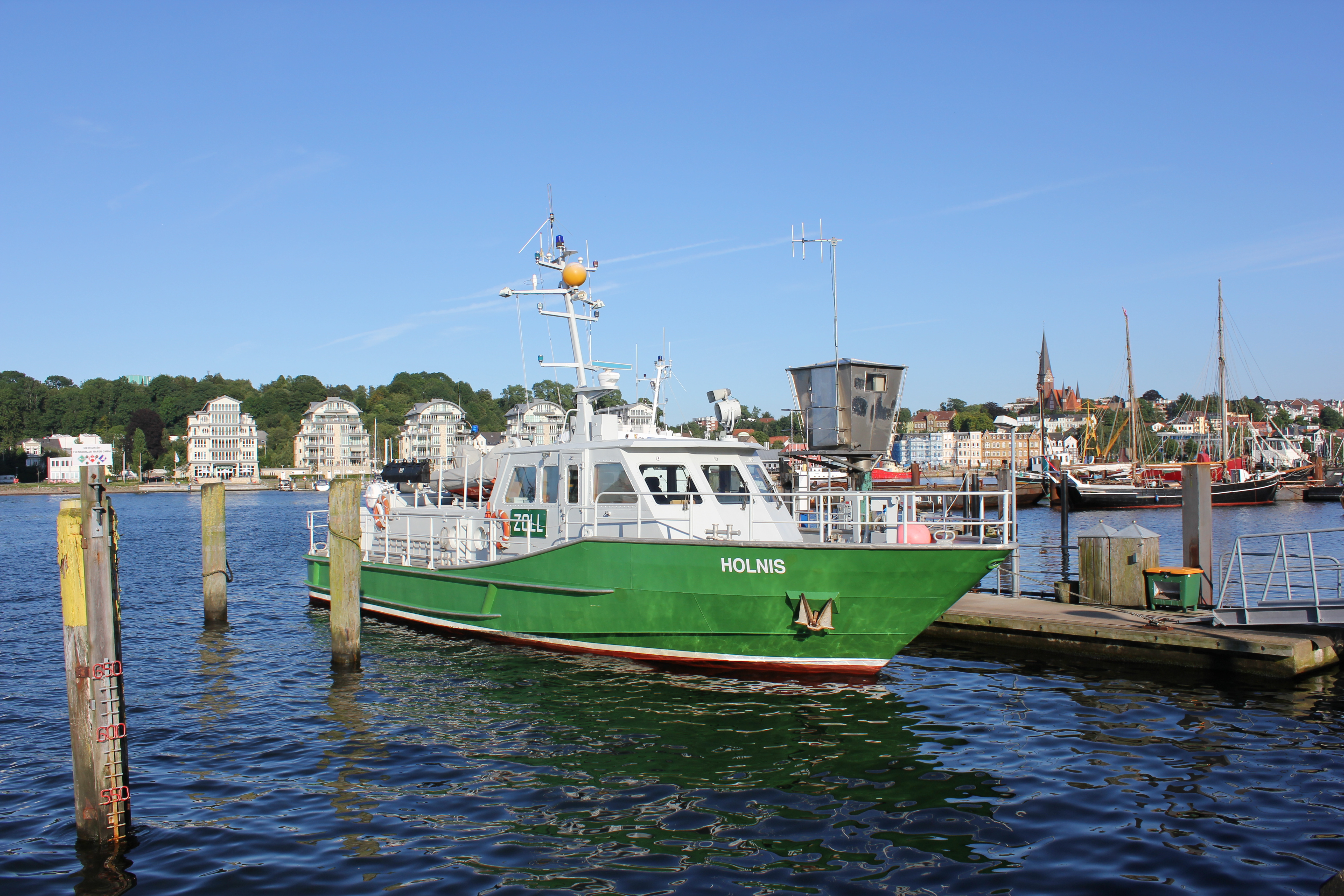
Celní člun Holnis ve Flensburgu
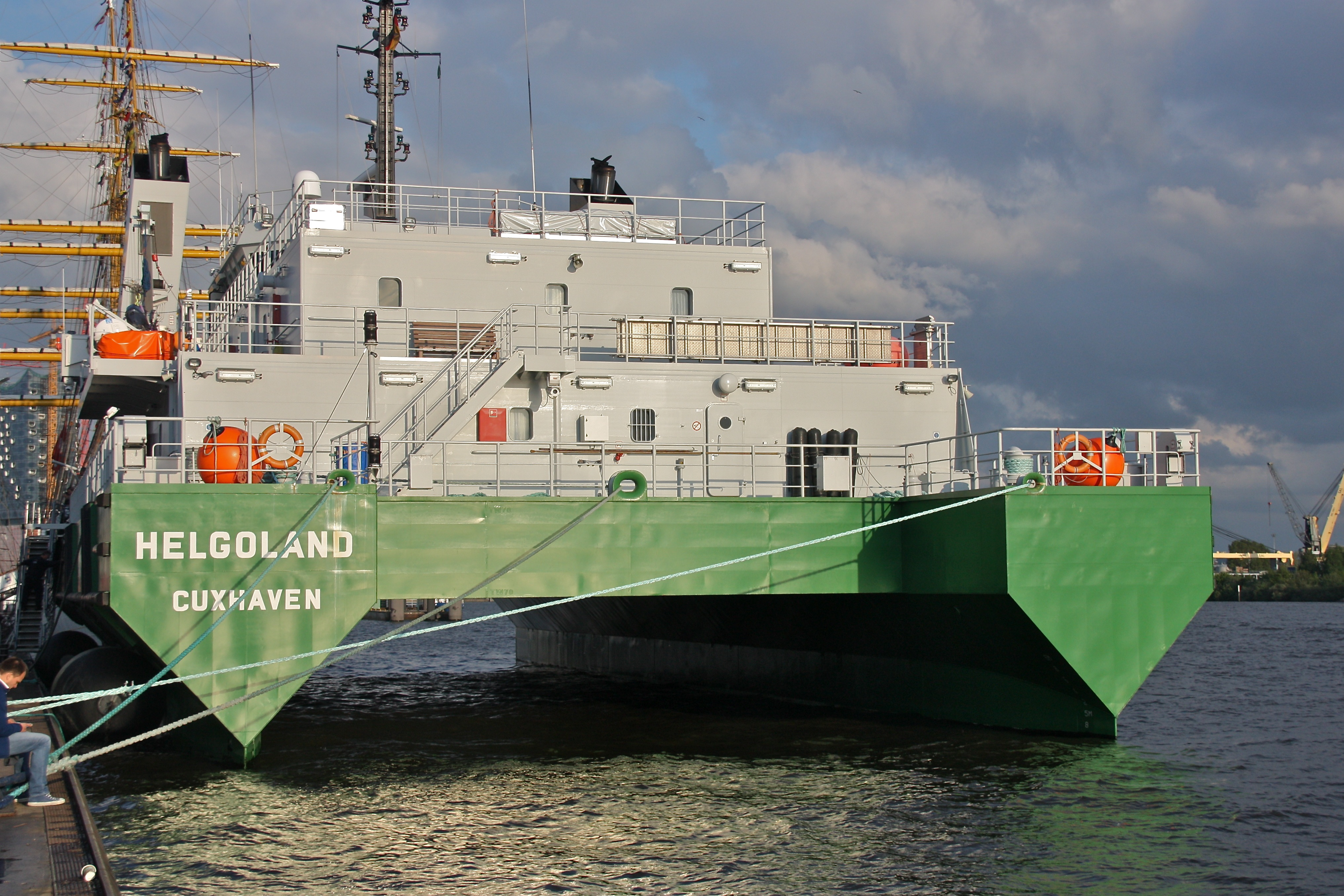
Detailní pohled na zadní část lodi typu SWATH - celní křižník Helgoland
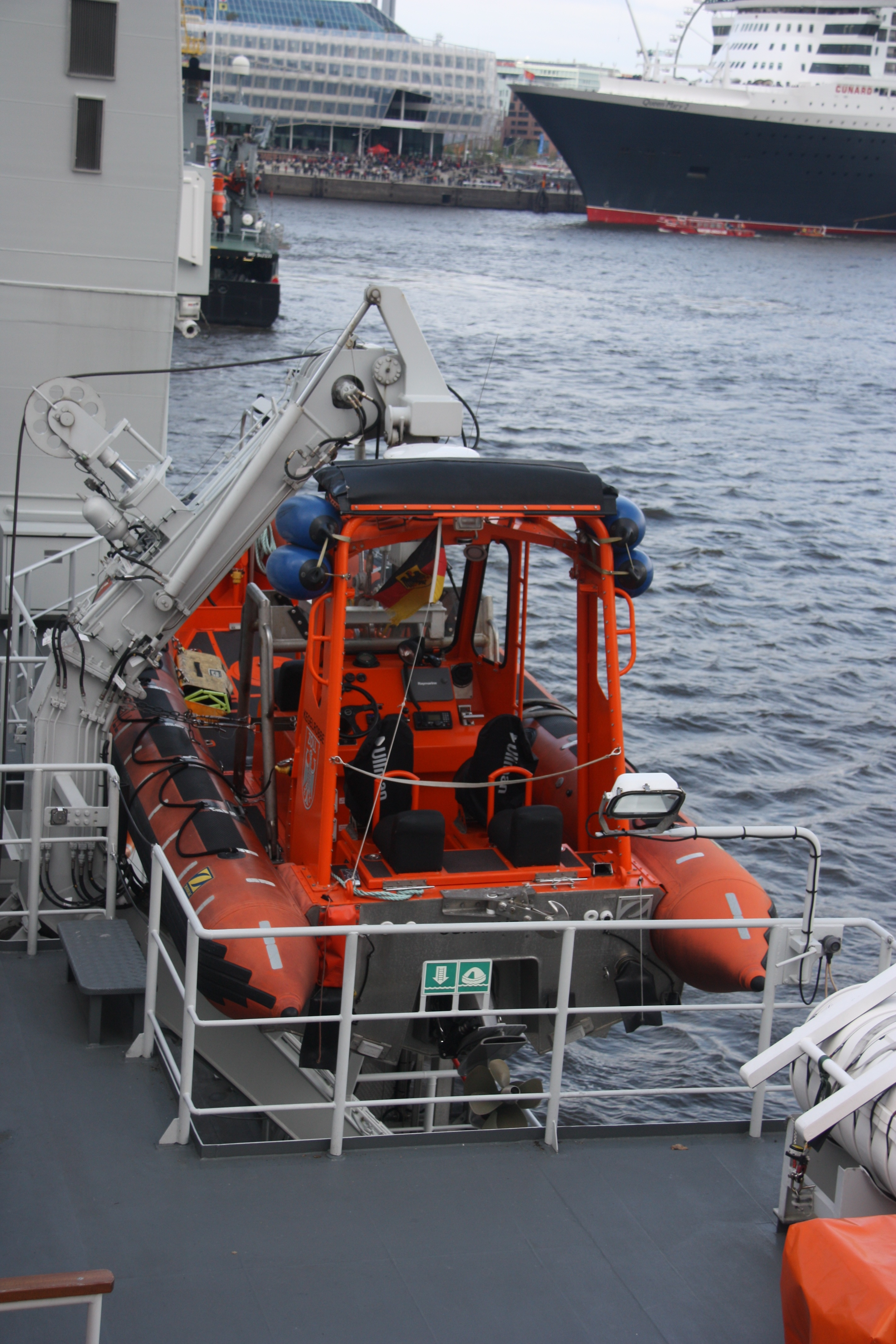
Pomocný člun "Kegelrobbe" na lodi Helgoland
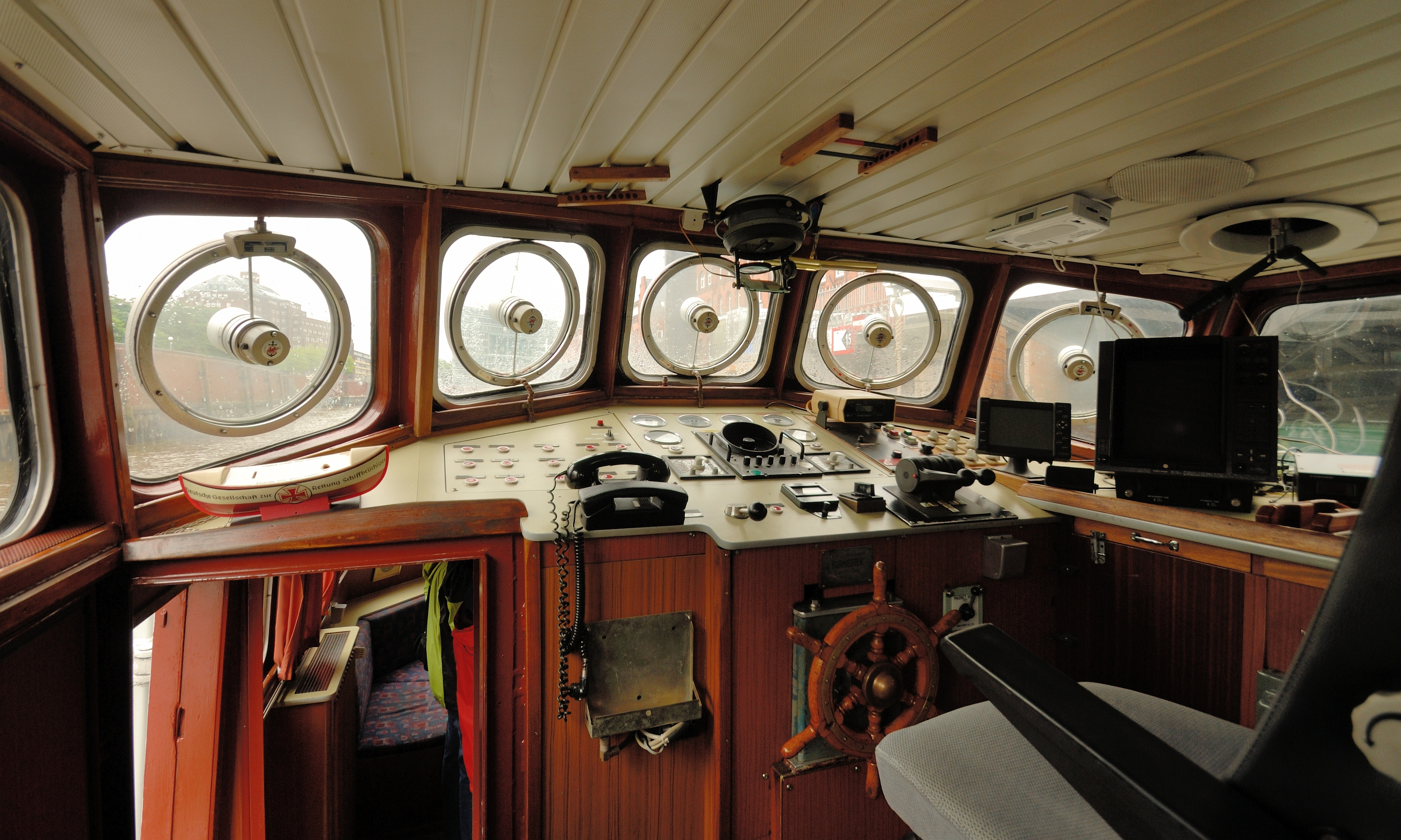
Můstek celní lodi Oldenburg s okny vybavenými elektricky poháněnými rotačními stěrači (tzv. clearview screen) a vyhříváním